# Voyeuse

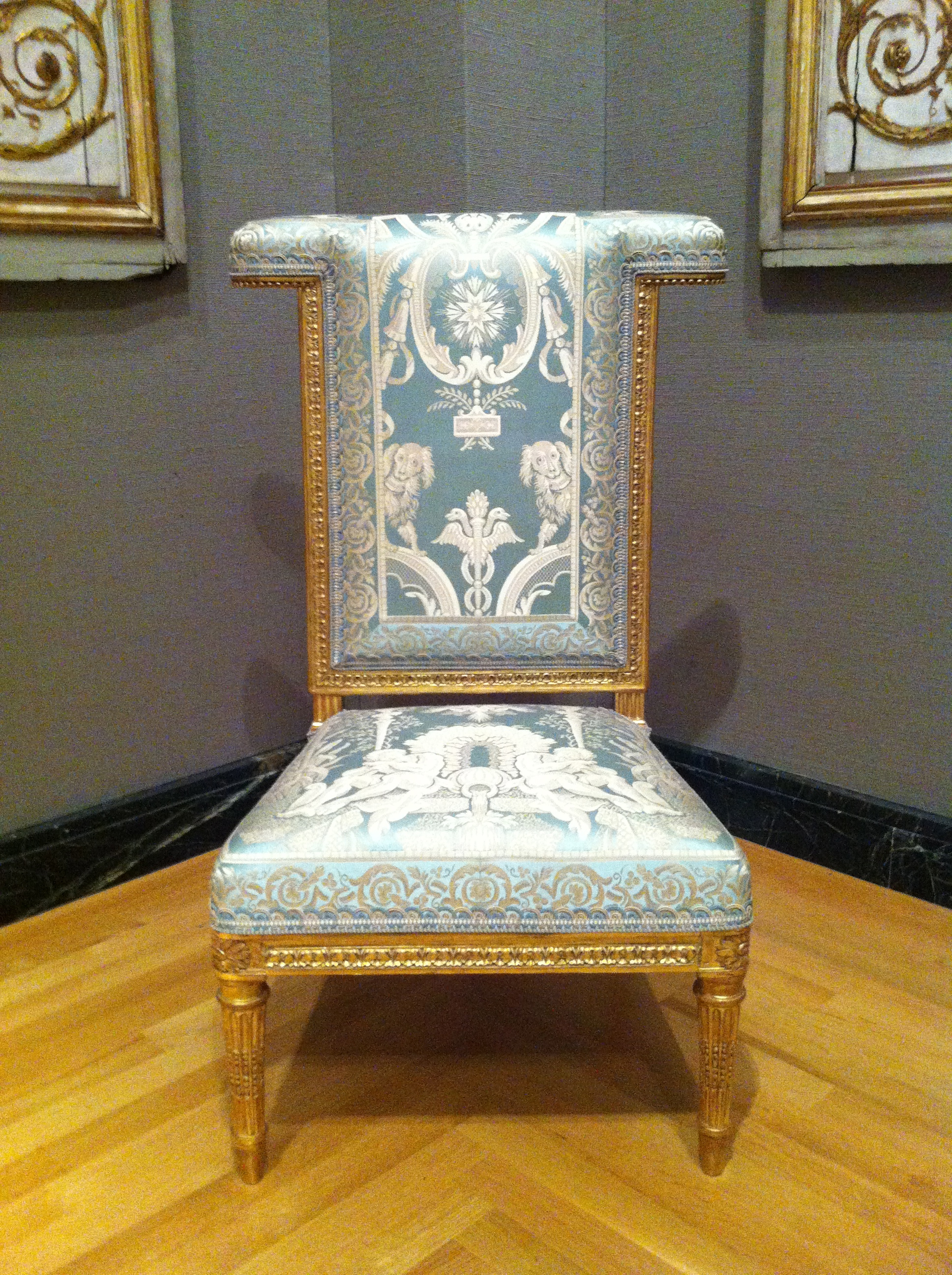
Voyeuse aus dem Jahr 1787 von Jean-Baptiste-Claude Sené (1748–1803), Museum of Fine Arts, Boston

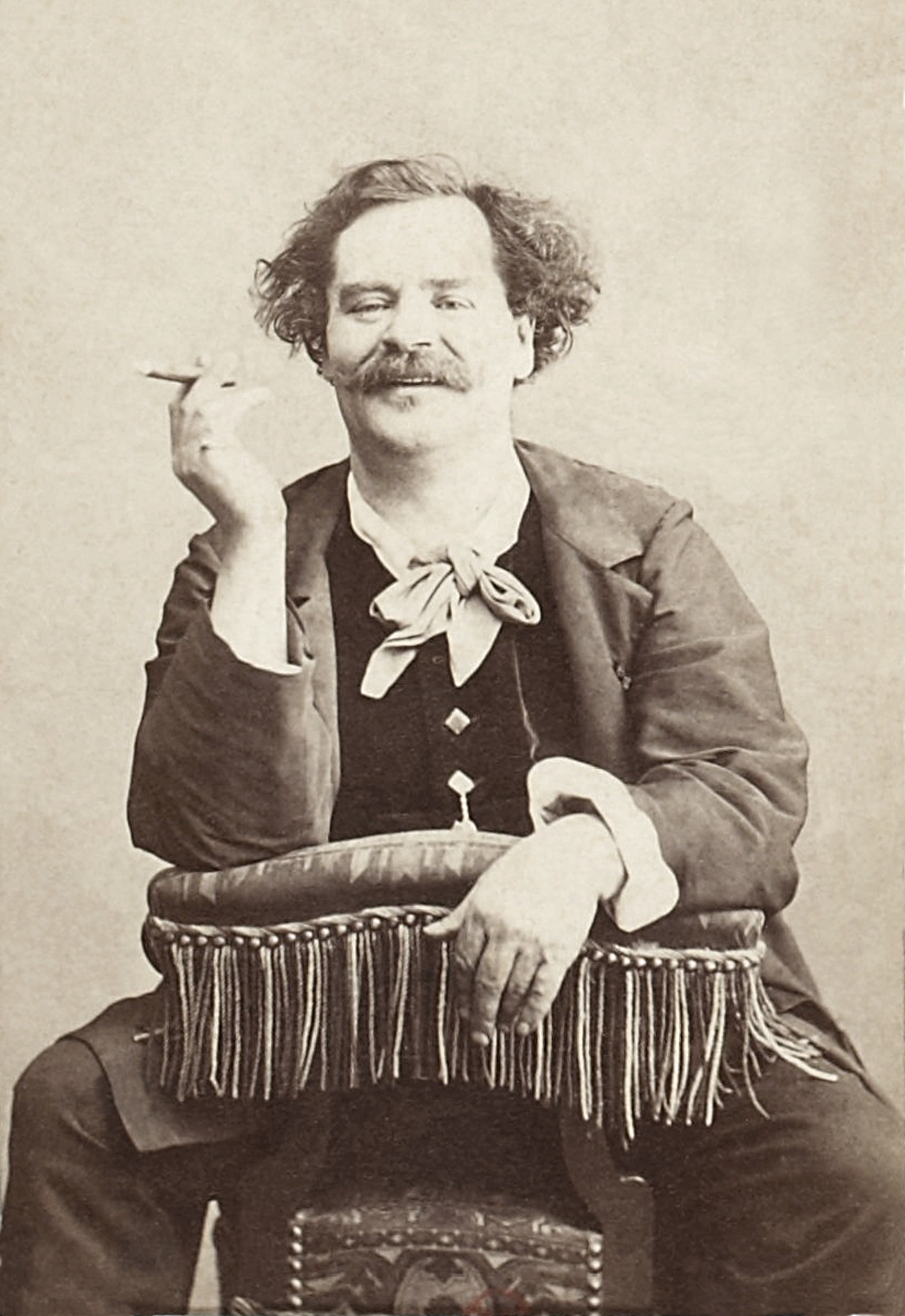
Man saß rittlings auf der Voyeuse.

Eine Voyeuse (auch Voyelle) ist eines der vielen französischen Sitzmöbeltypen, die von den berühmten Möbeltischlern in der Mitte des 18. Jahrhunderts jeweils für ganz spezielle Zwecke entwickelt wurden, besonders für die Zeitvertreibe der höfischen Gesellschaft. Sie war im Louis-quinze (Zeit Ludwig XV., französisches Rokoko) und vor allem im Louis-seize (Zeit Ludwig XVI.) weit verbreitet, jedoch auch im Empire noch anzutreffen. Ihre Differenzierung in Gestaltvielfalt und verfeinerter Anpassung an den Gebrauchszweck und die abweichende Sitzhaltung nahm im Laufe der Zeit immer mehr zu.
Dieser Polsterstuhl war vom Verwendungstyp her ein „Konversationsstuhl“ oder „Spielstuhl“, also dazu gedacht, um bei einem der zu dieser Zeit äußerst beliebten Karten- und Glücksspiele in Spielsalons zusehen zu können (voyeuse = die Zuschauerin) oder auch, um zu zweit Konversation zu treiben.
Man saß rittlings auf der Voyeuse, also zum Stuhlrücken gewandt, in niederer Sitzposition, breitbeinig, und stützte die Ellbogen und verschränkten Unterarme auf die dick gepolsterte Kante der relativ hohen Lehne. Manchmal war die Polsterung als Deckel eines darunter angebrachten Holzkästchens ausgeführt, in dem Zubehör (in der Variante Ponteuse Spielkarten, Jetons, Würfel, bei der Variante Fumeuse Rauchutensilien) aufbewahrt werden konnte.
Eine ähnliche Ausführung gab es für Damen: Da für Frauen das breitbeinige Sitzen unbequem war, wurde die "Sitz"position so niedrig ausgeführt, dass darauf gekniet werden konnte, ähnlich der Haltung einer Betenden.
Zur Verwendung als Konversationsstuhl wurden zwei Voyeusen Lehne an Lehne gegeneinandergestellt. Die geführte „Konversation“ soll im höfischen Rokoko mitunter recht frivol gewesen sein. So wird die Herkunft der Bezeichnung „Voyeuse“ auch anders gedeutet. Die Dame saß auf dem niedrigeren, der Herr auf dem höheren Stuhl. So konnte er seiner Flirtpartnerin voyeuristisch ins Dekolleté schauen.

## Formvarianten
- Voyeuse assise (Sitzvoyeuse)
- Voyeuse à genoux (Knievoyeuse)
- Ponteuse („Überbrückende“)
- Ähnlich aufgebaut war die Fumeuse, deren Füße jedoch oft kürzer waren.

## Hersteller
Bekannte Hersteller waren z. B. Blanchard, Bovo, Delanois, Gourdin, Jacob, Pluvinet und Tillard.